# Oncaea paraclevei
Oncaea paraclevei is een eenoogkreeftjessoort uit de familie van de Oncaeidae. De wetenschappelijke naam van de soort is voor het eerst geldig gepubliceerd in 2001 door Böttger-Schnack.